# The Lincoln Project
The Lincoln Project ist eine in den Vereinigten Staaten seit 2019 aktive politische Gruppe.
Die Ende des Jahres 2019 von prominenten, aktuellen und ehemaligen Mitgliedern der amerikanischen Republikanischen Partei gegründete Organisation, wurde Abraham Lincoln, dem Mitbegründer der Partei, gewidmet.
Die Öffentlichkeitsarbeit des Lincoln Project startete im Dezember 2019 mit einem patriotisch eingefärbten Kommentar in einer Ausgabe der New York Times. Darin erklärten die Gründer es zu ihrem Ziel, den Schaden einzudämmen, den Donald Trump und seine Anhänger der Rechtsstaatlichkeit (Gewaltenteilung) sowie der Verfassung und der amerikanischen Wesensart zufügen würden. Der Präsident und seine Macher hätten den Konservatismus durch einen leeren Glauben ersetzt, der von einem falschen Propheten angeführt wird. Die Politiker der Republikanischen Partei (und ihre Anhänger) sollen sich mit den politischen Verfehlungen ihrer Partei seit den 1980er Jahren auseinandersetzen; darunter antidemokratische Taktiken wie „Gerrymandering“ und „Stimmenunterdrückung“ (Voter suppression). Zur Heilung der Partei sei es notwendig, die politische Macht vorerst komplett an die Demokraten abzugeben.
Die Gruppe unterstützte öffentlich den ehemaligen Vizepräsidenten Joe Biden, den Kandidaten der Demokratischen Partei für die Präsidentschaftswahl 2020.
Angestoßen wurde das Projekt vor allem von Reed Galen, der während der Präsidentschaft von George W. Bush für diesen arbeitete, George Conway, dem Ehemann von Trumps Beraterin Kellyanne Conway im Weißen Haus, und John Weaver, dem ehemaligen Berater des mittlerweile verstorbenen republikanischen Präsidentschaftskandidaten John McCain (2008) und ehemaligen Senator des Bundesstaats Arizona.
Als zentrale Vorgehensweise setzt das Lincoln Project auf Methoden der psychologischen Kriegsführung, um Trumps Wahlkampftaktik zu unterlaufen und ihn zielgerichtet zu zermürben. Hierfür werden fortlaufend selbst produzierte, teils höhnisch, teils düster und martialisch anmutende Videoclips in den von Trump bevorzugten sozialen Medien wie Twitter (2023 in „X“ umbenannt) und auf Trumps Fernsehsender Fox News geschaltet, die auf aktuelle Ereignisse und öffentliche Auftritte bei Wahlkampfveranstaltungen Trumps reagieren. Die an typisch republikanischen Sprachmitteln und einer republikanischen Bildsprache orientieren Videos sind darauf ausgerichtet, im konservativen Teil der Bevölkerung „Ängste und Wut“ zu erzeugen (Hetzkampagne). In dieser Hinsicht wendete das Lincoln Project eine ähnliche Strategie an wie Donald Trump, allerdings mit entgegengesetzter Zielrichtung; nämlich um Trumps Wiederwahl im Jahr 2020 zu verhindern.
Bis Ende Juli 2020 sammelte die Gruppe zur Finanzierung ihrer politischen Gegenkampagne etwa 20 Millionen US-Dollar an Spendengeldern, die zu großen Teilen aus kleinen Parteispenden in Höhe von maximal 200 $ an das Political Action Committee des Lincoln Projects stammen.